# Agathosma crenulata
Agathosma crenulata är en vinruteväxtart som först beskrevs av Carl von Linné, och fick sitt nu gällande namn av Neville Stuart Pillans. Agathosma crenulata ingår i släktet Agathosma och familjen vinruteväxter. Inga underarter finns listade i Catalogue of Life.